# IC 4718
IC 4718 је спирална галаксија у сазвјежђу Паун која се налази на листи објеката дубоког неба у Индекс каталогу.
Деклинација објекта је - 60° 7' 43" а ректасцензија 18h 33m 50,0s. Привидна величина (магнитуда) објекта IC 4718 износи 13,0 а фотографска магнитуда 13,8. Налази се на удаљености од 58,325 милиона парсека од Сунца. IC 4718 је још познат и под ознакама ESO 140-26, PGC 62048.